# Alfred Wolf (Jurist)
Alfred Wolf (* 24. August 1931 in Deutsch Jaßnik) ist ein deutscher Jurist, Ministerialdirigent a. D. und Autor.

## Leben
Alfred Wolf stammt aus einer Familie von Kleinbauern und Handwerkern und wuchs in Deutsch Jaßnik im Kreis Neutitschein in Mährisch-Schlesien (Sudetenland) auf. Nach Flucht, Enteignung und Vertreibung durch die Rote Armee erreichte die Familie im Juli 1946 Mauer bei Heidelberg. Die Erlebnisse dieser Zeit verarbeitete er in seiner Autobiographie „Im Schlagschatten der Machtpolitik“. Seine Aufnahme in Baden schilderte er in seinem Buch „Zugewiesene Heimat“.  
Nach einer mit der Gesellenprüfung abgeschlossenen Schreinerlehre besuchte er ab September 1951 neben der Berufsarbeit als Tischler Kurse im Abendgymnasium Heidelberg und bestand im 1953 am Bunsen Realgymnasium das Abitur.  Anschließend studierte er an der Universität Heidelberg Rechtswissenschaften. Mit einer Dissertation zu den „Grenzen der Dispositionsfreiheit im Recht der Personengesellschaften“ promovierte er 1962 an der Universität Heidelberg bei Wolfgang Hefermehl.  
Im Jahr 1962 wurde Wolf Richter am Landgericht Heilbronn und wechselte 1968 an das Bundesministerium für Justiz nach Bonn (später Berlin), zur Mitarbeit an der Reform des Ehe- und Ehescheidungsrechts. In den folgenden Jahren war er im Zivilrecht und dabei insbesondere im Bereich des Familien- und Erbrechtsrechts tätig. Schwerpunkte waren nach der Familienrechtsreform 1977 die Schuldrechtsüberarbeitung, das Adoptionsrecht, das Betreuungsrecht sowie die Kindschaftsreform. 
1994 erfolgte seine Berufung als Lehrbeauftragter an die Humboldt-Universität zu Berlin, wo er Vorlesungen im Bereich des Familienrechts hielt. 1996 wurde er in Anerkennung seiner „hervorragenden Leistungen in Forschung und Lehre“ zum Honorarprofessor der Universität bestellt.
1997 wurde Wolf mit dem Großen Verdienstkreuz des Verdienstordens der Bundesrepublik Deutschland ausgezeichnet.

## Veröffentlichungen (Auswahl)
- Im Schlagschatten der Machtpolitik. Eine Kindheit in Mährisch-Schlesien 1931–1946. Hess Berlag, Bad Schussenried 2011, ISBN 978-3-87336-387-8.
- Zugewiesene Heimat. Aufnahme und Einbindung 1946 bis 1953. Hess Verlag, Bad Schussenried 2012, ISBN 978-3-87336-934-4.